# Dacalana sinhara
Dacalana sinhara är en fjärilsart som beskrevs av Hans Fruhstorfer 1914. Dacalana sinhara ingår i släktet Dacalana och familjen juvelvingar. Inga underarter finns listade i Catalogue of Life.

## Bildgalleri

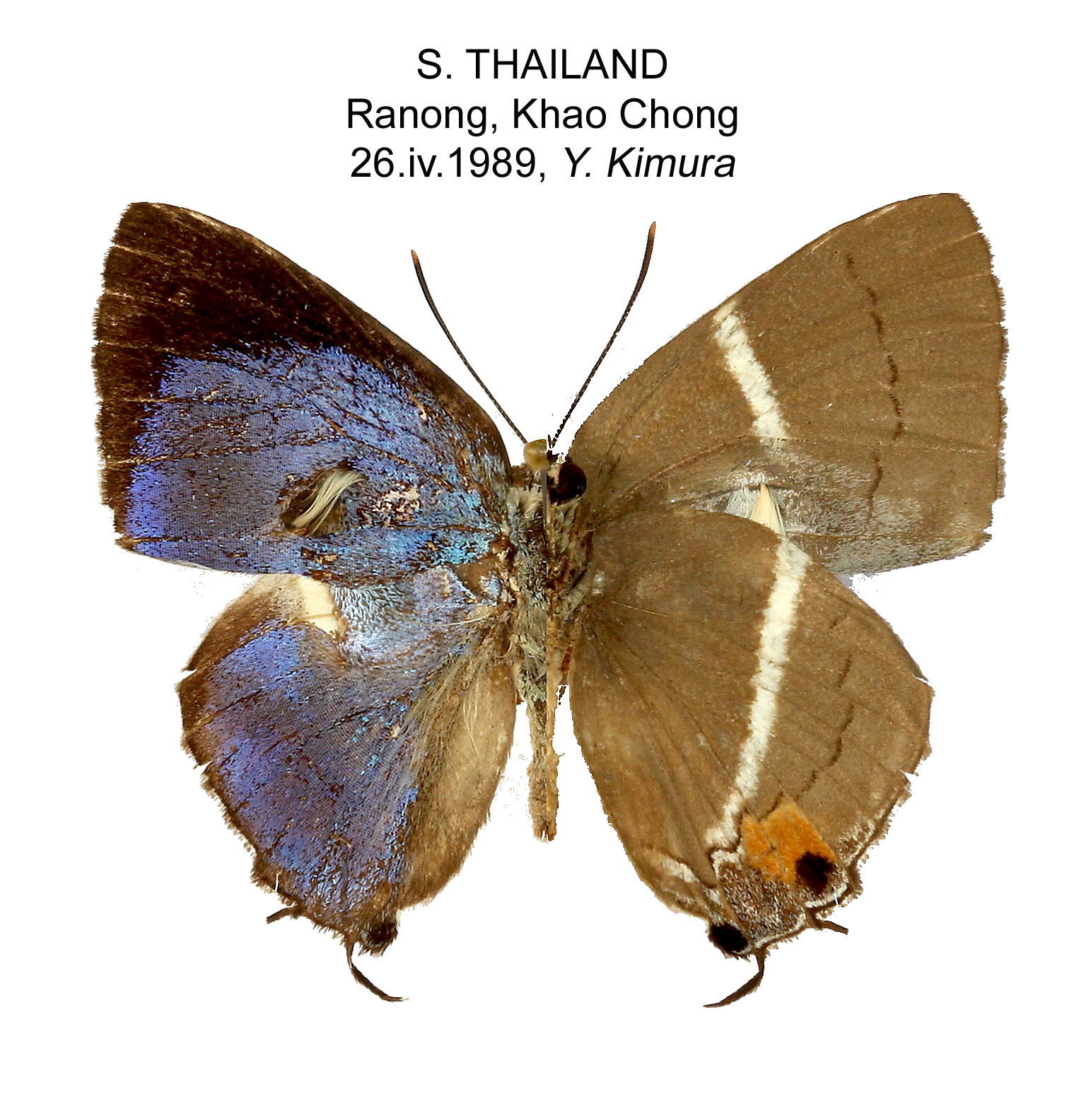